# Galagoides nyasae
Galagoides nyasae là một loài linh trưởng trong họ Galagidae. Loài này sinh sống ở phía nam Malawi và vùng gần đó ở Mozambique.